# ایزونیپکوتیک اسید
ایزونیپکوتیک اسید (به انگلیسی: Isonipecotic acid) با فرمول شیمیایی C۶H۱۱NO۲ یک ترکیب شیمیایی با شناسه پاب‌کم ۱۰۴۶۷ است. که جرم مولی آن ۱۲۹٫۱۶ گرم بر مول می‌باشد.